# Carcinoma epidermoide
El carcinoma epidermoide, también conocido como carcinoma de células escamosas cutáneas (CCSC), es uno de los principales tipos de cáncer de piel junto con el cáncer de células basales y el melanoma. Normalmente se presenta como un bulto duro con la parte superior escamosa, pero también puede formar una úlcera. El inicio suele durar meses. Es más probable que el cáncer de piel de células escamosas se disemine a áreas distantes que el cáncer de células basales. Cuando se limita a la capa más externa de la piel, una forma precancerosa o in situ de CCSC se conoce como enfermedad de Bowen.
El mayor factor de riesgo es la alta exposición total a la radiación ultravioleta del sol. Otros riesgos incluyen cicatrices previas, heridas crónicas, queratosis actínica, piel más clara, enfermedad de Bowen, exposición al arsénico, radioterapia, mal funcionamiento del sistema inmunológico, carcinoma basocelular previo e infección por VPH. El riesgo de la radiación UV está relacionado con la exposición total, más que con la exposición temprana. Las cámaras de bronceado se están convirtiendo en otra fuente común de radiación ultravioleta. Comienza a partir de las células escamosas que se encuentran dentro de la piel. El diagnóstico se basa a menudo en el examen de la piel y se confirma mediante una biopsia de tejido.
La disminución de la exposición a la radiación ultravioleta y el uso de filtros solares parecen ser métodos eficaces para prevenir el cáncer de piel de células escamosas. El tratamiento suele consistir en la extirpación quirúrgica. Esto puede realizarse mediante una simple escisión si el cáncer es pequeño; de lo contrario, se suele recomendar la cirugía de Mohs. Otras opciones pueden incluir la aplicación de frío y la radioterapia. En los casos en que se ha producido una diseminación a distancia se puede utilizar quimioterapia o terapia biológica.
En 2015, alrededor de 2,2 millones de personas tuvieron CCSC en un momento dado. Constituye alrededor del 20% de todos los casos de cáncer de piel. Alrededor del 12% de los hombres y el 7% de las mujeres en los Estados Unidos desarrollaron CCSC en algún momento.  Aunque el pronóstico es generalmente bueno, si se produce la diseminación a distancia la supervivencia a cinco años es de ~34%. En el 2015 ocurrieron alrededor de 51.900 muertes en todo el mundo. La edad usual en el diagnóstico es alrededor de 66 años. Después del tratamiento exitoso de un caso de CCSC, las personas tienen un alto riesgo de volver a desarrollar más casos.

## Tipos
Se distinguen dos:
- Carcinoma de Células Basales, o basocelular: abarca alrededor del 78% de todos los cánceres cutáneos. Se origina en células del estrato basal de la epidermis. Raramente produce metástasis.
- Carcinoma de Células Escamosas, o espinocelular: responsable del 20% de los cánceres de piel, se origina a partir de células espinosas de los tejidos epiteliales. Presenta una tendencia variable a producir metástasis.